# Lukáš Vojáček
Lukáš Vojáček (* 3. listopadu 1987 Praha[zdroj?]) je český automobilový jezdec, mistr Evropy 2018 a 2019 v závodech automobilů do vrchu.
Po kariéře v kartingu, kde skončil v roce 1999 na 3. místě v celkovém žebříčku Mistrovství republiky CR Cart. Od roku 2002 jezdil s vozem Ford Fiesta v domácím mistrovství. Oficiálně se Závodů automobilů do vrchu poprvé účastnil v roce 2004. Zde se jezdil s cestovními vozy, jako jsou Opel Astra OPC, Ford Escort RS 2000 a Mitsubishi Lancer. V roce 2013 se dostal na třetí místo Mistrovství Evropy v závodech automobilů do vrchu. V roce 2018 v tomto mistrovství zvítězil s vozem Subaru Impreza WRX STi skupinu A. V roce 2019 titul Mistra Evropy obhájil.
Je svobodný, žije v Praze. Je synem Petra Vojáčka, který se rovněž angažuje v Mistrovství Evropy v závodech automobilů do vrchu.